# Bralo

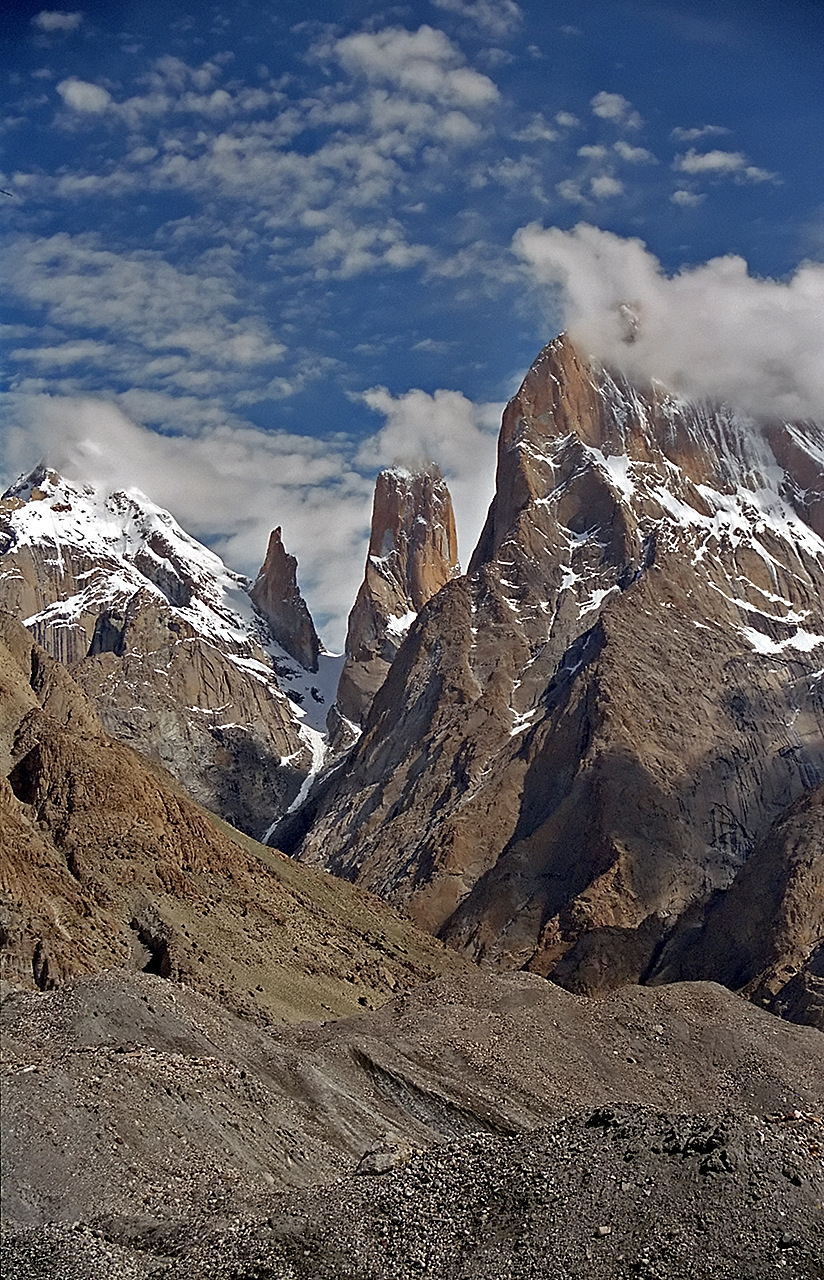
Věže Trango v Karákóramu

Bralo nebo trochu nepřesně útes je kamenný útvar (strmá stěna) vystupující kolmo nebo téměř kolmo z okolního prostředí, zpravidla až tak kolmo, že z něj už odpadává zvětralý horninový materiál na úpatí. Obvykle vzniká erozí. Brala (na souši) jsou charakteristické pro horské a vysokohorské oblasti.
Brala jsou většinou strmá, jejich úhel sklonu je mezi 65° a 90°, ale může být i větší než 90°. Nejmohutnější skalní stěny v Alpách se táhnou vertikálně přes 500 až do 1000 metrů, v Himálaji a Andách jsou ještě větší.
Mezi známé strmé stěny Alp patří severní stěna Eigeru ve Švýcarsku, jižní stěna Dachsteinu v Rakousku a východní stěna Rosengartenspitze v Jižním Tyrolsku (600 m). Za největší strmou stěnu na světě je považována 4500 m vysoká Rupalská zeď na hoře Nanga Parbat.